# آلن ساندرانس
آلن ساندرانس (فرانسوی: Alain Senderens‎؛ ‏تلفظ فرانسوی: [alɛ̃ sɑ̃dʁɛ̃s]؛ ۲ دسامبر ۱۹۳۹ – ۲۵ ژوئن ۲۰۱۷) سرآشپز اهل فرانسه بود که بر شیوهٔ آشپزی نوین تمرکز داشت. روزنامهٔ فیگارو از او به عنوان مبتکر هنر جفت‌وجور کردن غذا با شراب یاد کرد.
وی همچنین برندهٔ جوایزی همچون افسر لژیون دونور و نشان هنر و ادب شده‌است.